# حمام رومی ۲
حمام رومی ۲ (انگلیسی: Thermae Romae II) فیلم کمدی ژاپنی ۲۰۱۴، بر اساس رمان گرافیکی حمام رومی اثر ماری یامازاکی، و به کارگردانی هیدکی تاکوچی ساخته شده‌است.